# Johann Karl von Laßgallner
Freiherr Johann Karl von Laßgallner (* 1714 in Ungarn; † am 20. August 1798 in Oedenburg) war ein k. k. Feldmarschall-Lieutenant.
Er ging 1732 in kaiserliche Dienste und kam in das 4. Dragonerregiment, wo er bis zum Major aufstieg. Er kämpfte im 7. Türkenkrieg und in Feldzügen des österreichischen Erbfolgekrieges. Im Siebenjährigen Krieg zeichnete er sich bei Kolin aus und wurde zum aggregierten Oberst im Kürassier-Regiment Buccow befördert. Am 5. Dezember 1757 kämpfte er bei Leuthen. Hier konnte er den Abzug der geschlagenen Österreicher nach Landshut decken. Mit fünfhundert Reitern konnte er die nachrückenden Preußen lange genug aufhalten. Ein besonderes Schreiben des Feldmarschalls Karl von Lothringen anerkannte diese verdienstvolle Leistung Laßgallners, infolge derer er zum wirklichen Obersten im Kürassierregiment Anhalt-Zerbst befördert wurde.
Mit dem Regiment kämpfte er nun bei Hochkirch (13. und 14. Oktober 1758) und bei Maxen (20. und 21. November 1759). Für Torgau (3. November 1760) erhielt er die öffentliche Belobung seiner Tapferkeit sowie jener seines Regiments. Am 16. August 1762 wurde der Versuch von Daun, die eingeschlossene Festung Schweidnitz zu entsetzen, bei Reichenbach beendet. Laßgallner versuchte auch hier mit seiner Reiterei, die vorrückenden Preußen zu stoppen, und wurde dabei mit seinem Regiment eingeschlossen. Es gelang ihm aber dann doch an der Spitzes seines Regiments durchzubrechen. Dabei wurde er verwundet und geriet fast in Gefangenschaft vor dem ihm aber mehrere Leute seines Regiments bewahrten.
In Würdigung seiner Leistungen wurde er am 21. Oktober 1762 mit dem Ritterkreuz des Maria-Theresien-Ordens ausgezeichnet.
Er wurde 1764 zum Generalmajor, 1769 zum Inhaber des 8. Dragoner-Regiments und 1775 zum Feldmarschalllieutenant befördert; seine letzten Lebensjahre verlebte er im Ruhestand in Ödenburg.